# Xfce

Xfce corespunde cu cerculețul portocaliu, iar Xfwm cu albastru deschis. Funționează numai pe sistemul de ferestre 11, componentele sunt X.Org Server și Xfwm. Wayland este supportat de la GTK+ versiunea 3.10

Xfce este un spațiu de lucru sau mediu desktop liber și open-source (sub licența GPL) pentru sisteme de operare compatibile UNIX. Astfel, el rulează pe platforme Linux, BSD, Solaris, AIX etc.
Xfce este renumit pentru simplitate și consum foarte redus de resurse în condițiile în care oferă configurabilitate completă din meniuri, de aceea, el este disponibil pe distribuții orientate spre calculatoare mai vechi (Vector Linux), sau spre utilizatori dornici de performanță (Xubuntu) sau simplitate și minimalism (Zenwalk). 
Xfce conține foarte multe îmbunătățiri orientate spre desktop - printre care suport complet pentru transparențe și umbre, și un sistem de compoziție a imaginilor similar cu cel disponibil în Beryl/Compiz (pentru GNOME sau KDE) și în Windows Vista.Inclus în Xfce este și un manager de fișiere numit Thunar, foarte asemănător cu Nautilus (managerul de fișiere al GNOME. Versiunile mai vechi de 4.4 nu suportau pictograme pe desktop - ultima versiune însă a adăugat și acest suport.

## Caracteristici
Ca și GNOME, Xfce se bazează pe setul de instrumente GTK, dar nu este  fork GNOME. El folosește managerul de ferestre Xfwm descris mai jos. Configurarea lui e în totalitate controlată de Maus, iar fișierele de configurare sunt ascunde de la utilizatorul cazual. Pentru animații Xfwm suportă compoziția.

## Istoria
Olivier Fourdan a început proiectul in 1996 ca o versiune Linux a Common Desktop Environment (CDE), un  spațiu de lucru Unix care inițial era proprietar și după lansat ca Software liber. Totuși, cu timpul, Xfce a deviat de la CDE și acum are stil propriu. Numele "XFCE" era inițial un acronim pentru "XForms Common Environment", dar de atunci a fost rescris de 2 ori și mai mult nu folosește uneltele XForms. Numele a supraviețuit, doar că nu mai este capitalizat ca "XFCE", ci mai degrabă ca "Xfce". Poziția actuală a dezvoltatorilor e că inițialismul nu mai semnifică nimic specific. După menționarea acestui lucru,  FAQ pe Xfce Wiki comentează "(sugestie: X Freakin' Cool Environment)". Distribuția Linux Slackware a poreclit Xfce ca "Cholesterol Free Desktop Environment", o interpretare dezlănțuită a inițialismului. 

### Mascota
Conform FAQ, logoul Xfce este "un șoricel, bineînțeles, din tot felul de motive ca dominarea lumii și monștri și așa." În jocul SuperTuxKart, în care multiple mascote din lumea surselor deschise se întrec, se spune că șoricelul e o femeie cu nume "Xue".

### Xfce Modern
Xfce 4.16 a fost lansat pe 22 Decembrie 2020. Unele schimbari notabile în această versiune sunt iconițele noi cu o paletă de culori mai consistentă; interfețe pentru scimbarea setarilor de sistem îmbunătățite; diverse îmbunătățiri a panelului ca animațiile de ascundere, un modul nou pentru notificări cu suport pentru ambele obiecte din învechitul SysTray și modernul StatusNotifier, și suport mai bun pentru teme întunecate; și mai multă informație inclusă in dialogul Despre.

## Aplicații și programe incluse

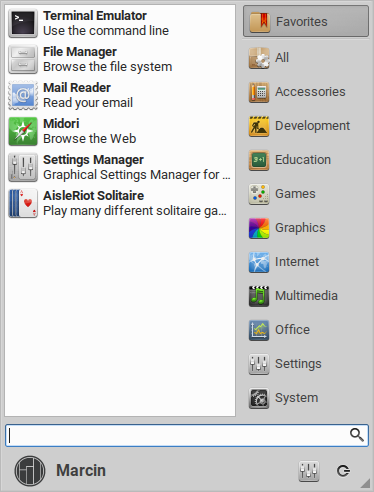
Whisker Menu - un lansator de aplicații alternativ pentru Xfce

Aplicațiile dezvoltate de echipa Xfce sunt bazate pe GTK și librarii Xfce proprii. În afară de însăși Xfce, sunt și alte programe străine care utilizează librarii Xfce.
Xfce include următoarele programe:
- Clipman: Clipboard manager
- Mousepad: Editor de text

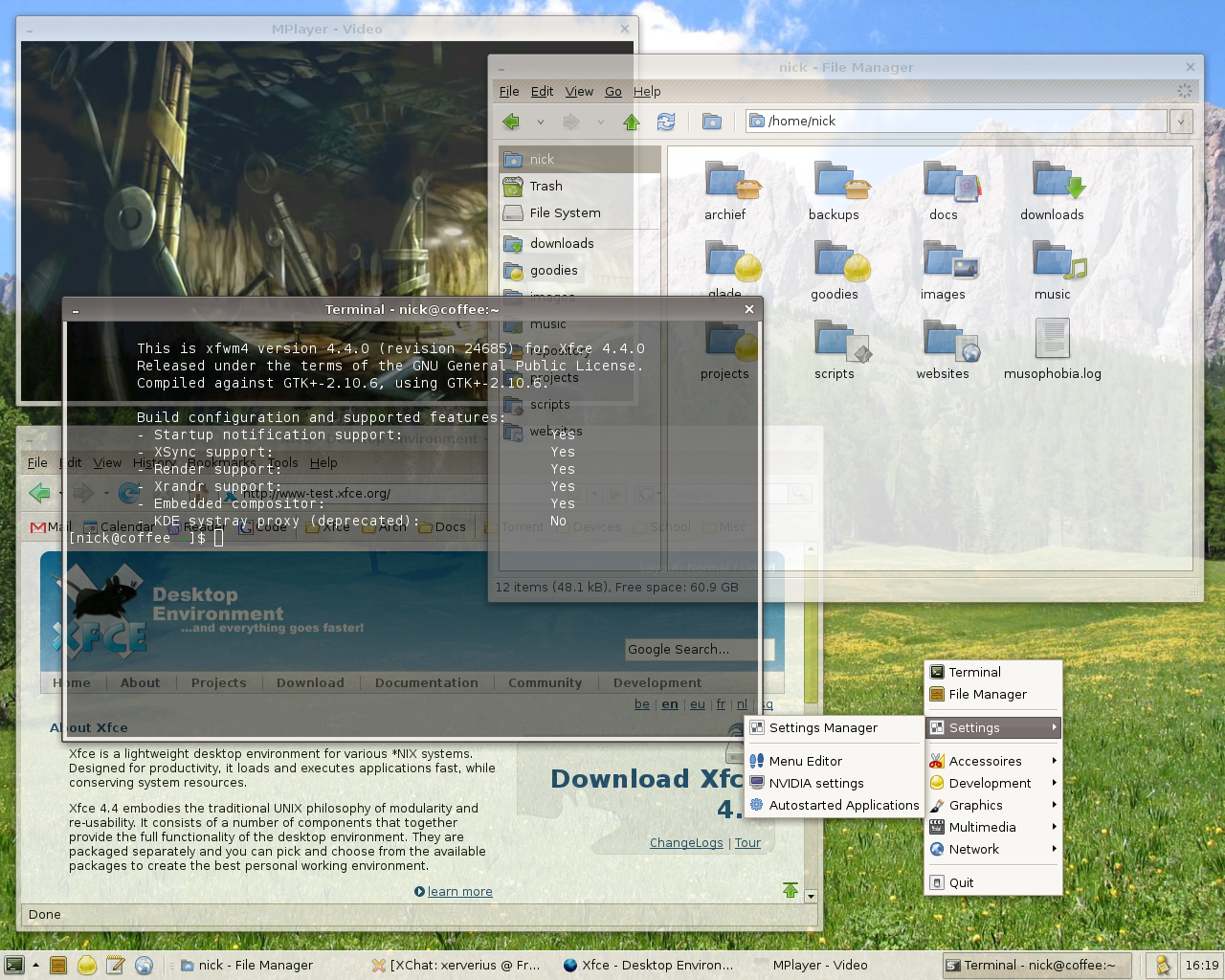
Linux rulând cu interfața grafică Xfce

- Parole: Player multimedia bazat pe GStreamer
- Orage: Calendar simplu care folosește formatul iCalendar
- Ristretto: Vizualizator de imagini simplu și rapid
- Thunar: Manager de fișiere rapid care poate fi extins cu plug-in-uri
- Xfce4-appfinder : localizează și oferă informații despre programele instalate
- Xfce4-mixer : Control al volumului pentru systray din bara de programe
- Xfce4-Panel
- Xfburn: Program de scriere pe CD și DVD bazat pe proiectul libburnia
- xfce4-screensaver: Screensaver
- Xfce4-session: Gestionar al sesiunilor

De asemenea, sunt mai multe pluginuri pentru extinderea acestor aplicații.

### Xfce Terminal

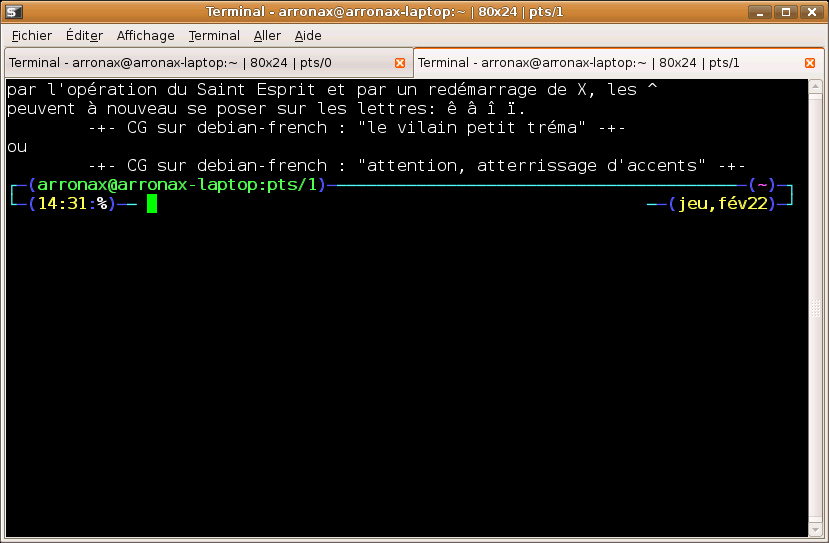
XFCE Terminal in Februarie 2007

Un emulator de terminal este furnizat ca parte din proiectul Xfce, dar el poate fi folosit și in alte medii X Window System. El suportă taburi, legaturi de chei customizabile, culori, și schimbarea mărimii ferestrelor. El a  fost dezvoltat pentru a înlocui GNOME Terminal, care depinde de librăriile GNOME. Ca și GNOME Terminal, el se bazează pe librăria VTE. Xfce Terminal poate fi configurat să ofere culori de fundal variate pentru fiecare tab. El mai poate fi folosit ca emulator de terminal perdea, similar cu Guake sau Tilda.

### Xfwm
Xfwm este un gestionar de ferestre, care suportă teme personalizate. Începând cu versiunea 4.2, Xfwm integrează propriul gestionar al compoziției.

## Distribuții care folosesc implicit Xfce
- Bitdefender Rescue CD
- Black Lab Linux
- Devuan
- Emmabuntüs
- Fedora Xfce Spin
- Linux Lite
- Linux Mint Xfce Community Edition
- Manjaro Linux
- MX Linux
- Mythbuntu
- openSUSE Xfce Live CD
- SystemRescueCD
- UberStudent
- Ubuntu Studio
- Xubuntu [16]

## Legăturiexterne
- Pagina web
- Xfce.org